# Peter Goes
Peter Goes (Gent, 1968) is een Belgisch auteur en illustrator van kinderboeken. Hij studeerde animatie aan de Koninklijke Academie voor Schone Kunsten (KASK) in Gent. Zijn tekeningen worden omschreven als kleurrijk, met oog voor detail en dynamiek; de achtergrond bestaat doorgaans uit één kleur, terwijl de cartoonachtige figuren vaak zwart zijn, soms met één of twee kleuraccenten.

## Carrière
Na zijn studie werkte hij als toneelmanager en technisch directeur. In 1999 begon hij weer te tekenen.
Sindsdien illustreerde hij kinderboeken en maakte hij ook illustraties voor expo’s en bedrijven. Voor het theemerk Yugen Kombucha maakte hij het artwork voor een van de dranken; de stad Gent vroeg hem voor enkele opdrachten, zoals een kindvriendelijke kaart van de omgeving bij het Rabot en tekeningen voor de Krook. Voor Weekendavisen, een Deense krant, ontwierp hij het logo en enkele vignettes. Ook werkte hij in opdracht van Sarah Lee (merkhouder van Douwe Egberts) en voor de World Health Organization.
Enkele van zijn boeken werden vertaald; Tijdlijn verscheen in 24 talen, onder andere in het Italiaans en het Engels. Rivieren bestaat in 11 talen en Feest voor Finn werd 10 keer vertaald.
Hij illustreerde tevens de Ketnet moppenboeken.